# Kitchener (ancienne circonscription fédérale)
Pour les articles homonymes, voir Kitchener (homonymie).
Kitchener fut une circonscription électorale fédérale de l'Ontario, représentée de 1968 à 1997.
La circonscription de Kitchener a été créée en 1966 avec des parties de Waterloo-Nord et de Waterloo-Sud. Abolie en 1996, elle fut redistribuée parmi Kitchener-Centre et Waterloo—Wellington.

## Géographie
En 1966, la circonscription de Kitchener comprenait:
- La ville de Kitchener

En 1976, le nord-est de Kitchener fut transféré dans la circonscription de Waterloo.

## Députés
1. 1968-1974 — Keith R. Hymmen, PLC
2. 1974-1979 — Patrick Joseph Flynn, PLC
3. 1979-1980 — John Reimer, PC
4. 1980-1984 — Peter Lang, PLC
5. 1984-1993 — John Reimer, PC (2)
6. 1993-1997 — John English, PLC

- PC = Parti progressiste-conservateur
- PLC = Parti libéral du Canada